# 크리스터 레흐
크리스터 레흐(Pehr Christer Halvarsson Lech)은 1926년 3월 30일 스톡홀름에서 태어나 1987년 2월 9일에 사망했으며 스웨덴의 수학자였다. 그는 할바 레흐의 아들이다.
레흐는 1960년 스톡홀름 대학교에서 수학 박사 학위를, 1963년 웁살라 대학 수학 교수로 재직 했으며 1965년 스톡홀름 대학교에서 수학 교수로 재직 했다. 그는 대수학에서 저서를 출간했다.

## 같이 보기
- 스콜렘-말러-레흐 정리
- 쿠르트 말러

## 참고
- (Lech, P Christer Hson-http://runeberg.org/vemardet/1985/0641.html , Vem är det 1985)
- (Döda 1982-1992 , http://runeberg.org/vemardet/1993/1262.html , Vem är det 1993)